# Иль-Руаяль

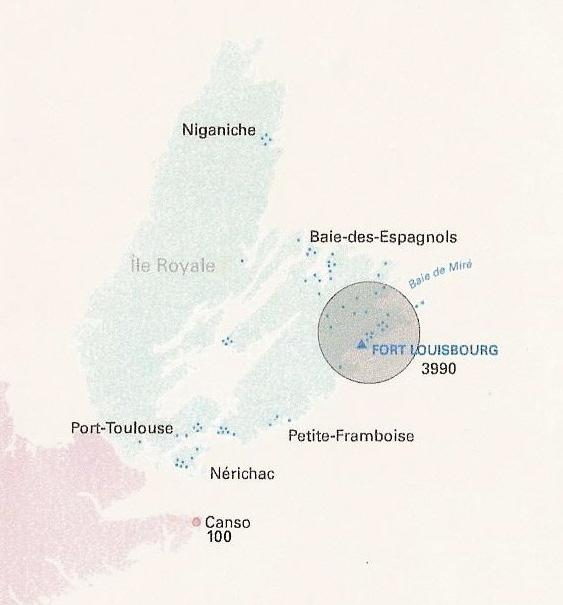
Луисбург в 1750 году.

Иль-Руаяль — французская колония в Северной Америке, существовавшая с 1713 по 1763 год. Эта территория в наше время известна (а ранее так называлась в разговорной речи) как остров Кейп-Бретон, и теперь является частью канадской провинции Новая Шотландия.

## История
Утрехтский мирный договор (1713), принесший конец войне за испанское наследство нарушил равновесие, существовавшее в Северной Америке между Великобританией и Францией. Этот договор ознаменовал начало сокращения французского присутствия в этой части света. Франция признала права Великобритании на район Гудзонова залива, а также отдала континентальную часть Акадии (материковую часть Новой Шотландии), Ньюфаундленд и Сен-Пьер и Микелон. Территория современного Нью-Брансуика осталась в зоне интересов Франции и формально не уступалась до 1763 года.
Однако статья 13 этого договора гласила: «Остров, называющийся Кейп-Бретон, и все другие, находящиеся в Заливе Святого Лаврентия, будут начиная с этой даты принадлежать Франции (…)». В Ньюфаундленде французы сохранили свои права на рыбную ловлю, а также часть земли вдоль побережья для работы и переработки рыбы.
Филипп де Пастор де Костебель, французский губернатор Ньюфаундленда с 1706, стал первым губернатором Иль-Руаяль, французской колонии на острове Кейп-Бретон, и занимал эту должность до 1707 года. В 1714 году он убеждал жителей Плацентии и островов Сен-Пьер и Микелон переселяться жить на остров. Акадийцы отказались присягать на верность Британской короне, а вместо этого искали убежище в Иль-Руаяле. В 1714 году переселенцы приехали осмотреть землю и несколько семейств — такие как, например, Coste и Tillard — решили остаться, тогда как другие вскоре переселились на остров Сен-Жан (современный Остров Принца Эдуарда). Большинство переселенцев осели в Сен-Пьере (бывший Порт-Тулуза) и на восточном побережье Иль-Руаяль, воссоздавая Акадию. Корабли из Франции регулярно занимались ловлей трески.

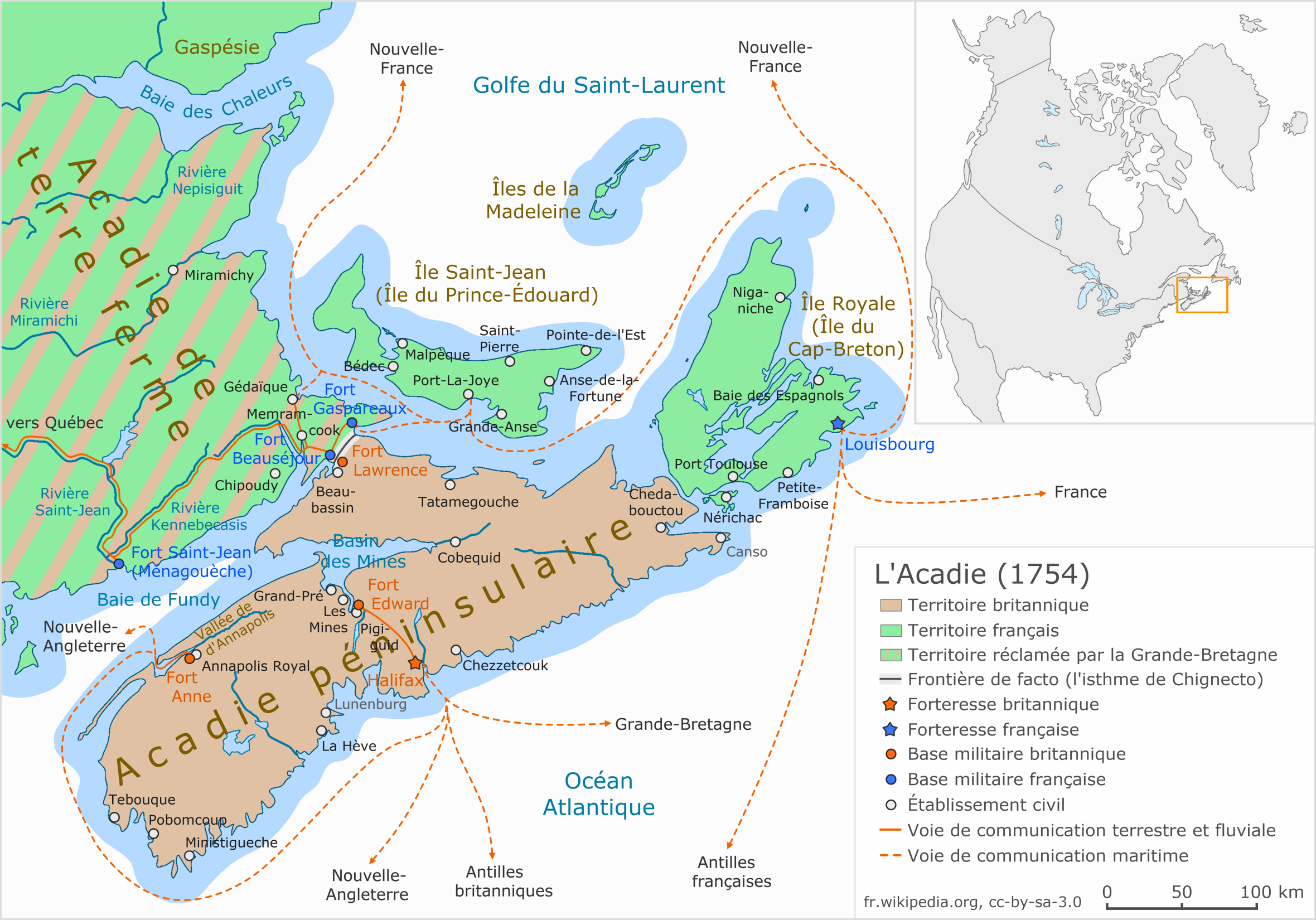
Акадия в 1754 году.

Луисбург был основан в 1713 году как порт для ловли и переработки трески. Луисбург мирно просуществовал в течение трех десятилетий как морской порт французской колонии. В 1719 году для защиты интересов Франции в новом свете и для нужд рыболовной промышленности началось строительство крепости. Её географическое положение позволило Луисбургу быть не только столицей Иль-Руаяль, но и первой линией обороны в XVIII веке в войнах с Великобританией за превосходство в Северной Америке.
Войска Новой Англии при помощи Британского Королевского морского флота взяли город в 1745 году после шести недель осады. После трёх лет британского правления Луисбург вернулся Франции по условиям Второго Ахенского мира). Мир был недолгим, и 26 июля 1758 года, после одного из величайших штурмов в истории колониальной Канады, французский губернатор Огюстэн де Дрюкур отдал ключи от города британцам и Эдварду Боскауэну. 4 000 жителей были депортированы. Группа из десяти акадийских семейств из Порта Тулузы бежала на Isle Madame, где их потомки живут и сегодня.